# Dragon Jr.
Dragon Jr. ( 月刊ドラゴンジュニア?, Gekkan Doragon Junia) es otra publicación mensual de manga de la editorial japonesa Fujimi Shobō.
Se caracteriza por publicar mangas de aventura (como Slayers) con un poco de ecchi.
Los mangas publicados en esta revista son recopilados en tomos recopilatorios (o tankobon) bajo el nombre Kadokawa Comics Dragon Jr.
Actualmente se fusionó junto con la revista Comic Dragon para dar comienzo a Dragon Age.
Cabe destacar que en esta revista, varios autores hentai (ej: Yumisuke Kotoyoshi, Orimoto Mimana) realizan mangas regulando este género, para que sean adaptados a la edad de la audiencia a la que está dirigida (ecchi).

## Mangaspublicados por esta revista
- Satoru Akahori & Yumisuke Kotoyoshi
  - "Saber Marionette J" (esta serie era publicada antes en el Comic Dragon)
- Satoru Akahori & Rei Omishi
  - "Mazé"
- Hajime Kanzaka, Tommy Ohtsuka & Rui Araizumi
  - "Slayers Special"
- Hajime Kanzaka, Tommy Ohtsuka & Rui Araizumi
  - "Slayers: Knight of Aqua Lord" (esta serie pasó a publicarse luego en el Dragon Age)
- Hajime Kanzaka, Tommy Ohtsuka & Rui Araizumi
  - "Slayers Premium"
- Hitoshi Okuda, Yōsuke Kuroda & Masaki Kajishima
  - "Tenchi Muyō!"
- Hajime Kanzaka & Shoko Yoshinaka
  - "Lost Universe"

- Datos: Q8770673